# Rachel Brown
Rachel Laura Brown est une footballeuse internationale anglaise née le 2 juillet 1980 à Burnley. Elle évoluait au poste de gardienne.

## Carrière
Elle fait ses débuts pour l'équipe d'Angleterre en 1997. 
Elle figure parmi l'effectif anglais de 2 coupes du monde, en 2007 et en 2011, ainsi que 4 Championnats européens, en 2001, 2005, 2009 et 2013. 
Elle est sélectionnée dans l'effectif britannique pour les Jeux olympiques 2012.